# Джумаев, Сапар
Сапар Джумаев — советский хозяйственный, государственный и политический деятель, Герой Социалистического Труда.

## Биография
Родился в 1918 году в кишлаке Айналмаи. Член КПСС с 1945 года.
С 1936 года — на хозяйственной, общественной и политической работе. В 1936—1991 гг. — табельщик колхоза «Зарбдор» Джаркурганского района, колхозник колхоза «Пахтаарал» Колхозабадского района Таджикской ССР, участник Великой Отечественной войны, председатель Окчарского сельского совета, заведующий отделом сельского хозяйства Колхозабадского райисполкома, уполномоченный Министерства сельского хозяйства Таджикской ССР по МТС Колхозабадского района, председатель колхоза имени Карла Маркса Колхозабадского района Таджикской ССР.
Указом Президиума Верховного Совета СССР от 10 декабря 1973 года присвоено звание Героя Социалистического Труда с вручением ордена Ленина и золотой медали «Серп и Молот».
Избирался депутатом Верховного Совета Таджикской ССР.
Умер в 1991 году.